# Maria Cavaco Silva
Maria Alves da Silva Cavaco Silva (Silves, 19 marzo 1938) è stata la first lady del Portogallo dal 2006 al 2016.

## Biografia
Nata a São Bartolomeu de Messines, Maria è la figlia di Francisco dos Santos Silva, e di sua moglie, Adelina de Jesus Pincho. Sua madre morì durante l'infanzia, e quindi crebbe dai suoi zii a Lisbona. Si laureò all'Università di Lisbona. A partire dal 1960 iniziò a lavorare come insegnante.

## Matrimonio
Mentre era in vacanza ad Algarve, incontrò Aníbal Cavaco Silva. La coppia si sposò il 20 ottobre 1963 ed ebbe due figli: Bruno e Patricia Maria.
Più tardi, in quello stesso anno, suo marito è stato convocato per il servizio militare nella guerra coloniale e Maria lo accompagnò. Ha vissuto a Lourenço Marques (oggi Maputo), dove insegnò il portoghese e lingue straniere al Liceu Salazar e Liceu D. Ana da Costa Portogallo. Nel 1971, si trasferirono a York, dove mentre il marito studiava economia all'Università di York, Maria frequentava dei corsi di tedesco e italiano presso il Language Teaching Centre e insegnava portoghese privatamente agli stranieri. Allo stesso tempo, ha goduto dell'opportunità di approfondire la conoscenza della cultura e della lingua inglese. Nel 1974 la famiglia ritornò in Portogallo.
Nel 1977, Maria divenne docente di lingua portoghese del corso di filosofia presso l'Università Cattolica, a Lisbona. A partire dal 1981 insegnò la stessa materia ma nel corso di teologia e la lingua e la cultura portoghese presso il corso di Diritto della Facoltà di Scienze Umane. Sempre in quella facoltà, nei mesi di luglio-agosto 1985 tenne il corso estivo Luso-Americana su "la lingua portoghese in romanzi contemporanei portoghesi". Poi iniziò ad insegnare nel Corso di portoghese annuale per stranieri, al programma Socrates/Erasmus, che ha tenuto fino al 2006. Insegnò anche durante il mandato di suo marito come Primo Ministro del Portogallo (1985-1995).

## First Lady
Il 22 gennaio 2006 il marito fu eletto presidente del Portogallo, con il 50,6% dei voti, divenendone la first lady.